# Agapostemon
Agapostemon is een geslacht van vliesvleugeligen uit de  familie van de Halictidae.

## Soorten
- Agapostemon aenigma Roberts, 1972
- Agapostemon alayoi Roberts, 1972
- Agapostemon angelicus Cockerell, 1924
- Agapostemon ascius Roberts, 1972
- Agapostemon atrocaeruleus Friese, 1917
- Agapostemon boliviensis Roberts, 1972
- Agapostemon centratus (Vachal, 1903)
- Agapostemon chapadensis Cockerell, 1900
- Agapostemon chiriquiensis (Vachal, 1903)
- Agapostemon coloradinus (Vachal, 1903)
- Agapostemon columbi Roberts, 1972
- Agapostemon cubensis Roberts, 1972
- Agapostemon cyaneus Roberts, 1972
- Agapostemon erebus Roberts, 1972
- Agapostemon femoratus Crawford, 1901
- Agapostemon heterurus Cockerell, 1917
- Agapostemon inca Roberts, 1972
- Agapostemon insularis Roberts, 1972
- Agapostemon intermedius Roberts, 1972
- Agapostemon jamaicensis Roberts, 1972
- Agapostemon kohliellus (Vachal, 1903)
- Agapostemon krugii Wolcott, 1936
- Agapostemon lanosus Roberts, 1972
- Agapostemon leunculus Vachal, 1903
- Agapostemon melliventris Cresson, 1874
- Agapostemon mexicanus Roberts, 1972
- Agapostemon mourei Roberts, 1972
- Agapostemon nasutus Smith, 1853
- Agapostemon obliquus (Provancher, 1888)
- Agapostemon obscuratus Cresson, 1869
- Agapostemon ochromops Roberts, 1972
- Agapostemon peninsularis Roberts, 1972
- Agapostemon poeyi (Lucas, 1856)
- Agapostemon rhopalocerus Smith, 1853
- Agapostemon sapphirinus Roberts, 1972
- Agapostemon semimelleus Cockerell, 1900
- Agapostemon sericeus (Förster, 1771)
- Agapostemon splendens (Lepeletier, 1841)
- Agapostemon swainsonae Cockerell, 1910
- Agapostemon texanus Cresson, 1872
- Agapostemon tyleri Cockerell, 1917
- Agapostemon viequesensis Cockerell, 1918
- Agapostemon virescens (Fabricius, 1775)
- Agapostemon viridulus (Fabricius, 1793)